# Clytia columbiana
Clytia columbiana is een hydroïdpoliep uit de familie Campanulariidae. De poliep komt uit het geslacht Clytia. Clytia columbiana werd in 1976 voor het eerst wetenschappelijk beschreven door Wedler. 